# Tes Sambath
Tes Sambath (en camboyano: ទេស សម្បត្តិ, Provincia de Takéo, 20 de octubre de 2000-Dangkao, 20 de abril de 2025) fue un futbolista camboyano que jugó en las posiciones de defensa central y centrocampista. Jugó 16 partidos con la selección nacional de Camboya entre el 2021 y el 2023.

## Carrera
Sambath asistió a la Academia Nacional de Fútbol de Bati durante cuatro años, desde 2014 hasta graduarse en 2018, antes de convertirse en jugador profesional. Jugó brevemente como profesional en Bangladés en el 2019.

### Selección nacional
Jugó en las selecciones nacionales desde la categoría sub-23. Jugó para Camboya en 16 ocasiones de 2021 a 2023.
En mayo de 2021, Sambath fue convocado a la lista de 24 jugadores de la selección nacional de Camboya para la clasificación para la Copa Mundial de la FIFA 2022.

## Muerte
Sambath murió el 20 de abril de 2025 a los 24 años luego de caer a un río mientras viajaba en su motocicleta en Dangkao, Phnom Penh.
Después de su muerte, el club de fútbol Visakha expresó sus condolencias por su fallecimiento y declaró un período de luto. Varios otros equipos y organizaciones camboyanas también expresaron su remordimiento por la muerte de Sambath.

## Clubes
| Periodo   | Club          |
| --------- | ------------- |
| 2018-2021 | Boeung Ket FC |
| 2021-2025 | Visakha FC    |

## Logros
- Liga Premier de Camboya (2): 2020, 2022
- Copa Hun Sen (3): 2019, 2021, 2022